# Frank Wigglesworth Clarke
Frank Wigglesworth Clarke (Boston, 19 marzo 1847 – Boston, 23 maggio 1931) è stato un geologo e chimico statunitense.
È stato chiamato "il padre della geochimica" per aver determinato la composizione della crosta terrestre.
Clarke insegnò chimica e fisica alla Howard University di Washington dal 1873 al 1874 e alla Università di Cincinnati dal 1873 al 1883. Elaborò il primo rapporto governativo sull'insegnamento della scienza negli Stati Uniti, che fu pubblicato sul periodico Science nell'ottobre del 1881.
Nel 1908 pubblicò la prima edizione della sua opera The Data of Geochemistry, che fu pubblicata dal United States Geological Survey mentre ne era chimico capo. La quinta edizione uscì nel 1924, anno in cui si ritirò dall'attività.

## Riconoscimenti
Il F. W. Clarke Award della Geological Society of America è stato istituito in suo onore.
Il minerale clarkeite è stato così chiamato in suo onore.